# 天主教上索利蒙伊斯教区
天主教上索利蒙伊斯教區（拉丁語：Dioecesis Solimões Superioris）是巴西一個羅馬天主教教區，屬馬瑙斯總教區。
1910年5月23日設宗座監牧區，1950年8月11日升為自治監督區，1991年8月14日升為教區。
教區位於亞馬遜州上索利蒙伊斯區，座堂位於塔巴廷加，副座堂位於聖保羅-德奧利文薩。2012年有教友124,900人（佔轄區總人口67.6%）、八個堂區、十四名司鐸。現任教區主教為埃萬熱利斯塔·阿爾西馬爾·卡爾達什·馬加良斯。